# الشمارقة
قرية الشمارقة هي إحدى القرى التابعة لمركز كفر الشيخ في محافظة كفر الشيخ في جمهورية مصر العربية. حسب إحصاءات سنة 2006، بلغ إجمالي السكان في الشمارقه 7832 نسمة، منهم 3994 رجل و3838 امرأة.

## التاريخ
قرية الشمارقة من القرى القديمة، حيث وردت باسم «شبرا مريق» في أعمال الغربية ضمن قرى الروك الصلاحي التي أحصاها ابن مماتي في كتاب قوانين الدواوين، كما وردت باسم «شبرى مريق» في أعمال الغربية ضمن قرى الروك الناصري التي أحصاها ابن الجيعان في كتاب «التحفة السنية بأسماء البلاد المصرية». وفي العصر العثماني وردت باسم «شبرا مريق» في التربيع العثماني الذي أجراه الوالي العثماني سليمان باشا الخادم في عصر السلطان العثماني سليمان القانوني ضمن قرى ولاية الغربية، وفي تاريخ 1228هـ/1813م الذي عدّ قرى مصر بعد المسح الذي قام به محمد علي باشا باسم «الشمارقة» ضمن قرى مديرية الغربية.